# Komisariat Straży Granicznej „Łęka Opatowska”
Komisariat Straży Granicznej „Łęka Opatowska” – jednostka organizacyjna Straży Granicznej pełniąca służbę ochronną na granicy polsko-niemieckiej w latach 1928–1939.

## Geneza
W 1922 roku na terenie powiatu kępińskiego ochronę granicy objęła Straż Celna. Siedzibę komisariatu urządzono w Laskach. podlegały mu placówki SC: Rychtal, Skoroszów, Krzyżowniki, Proszów, Stogniewice, Buczek, Szarlota, Aniołka Pierwsza, Teklin, Wodziczno, Ignacówka Trzecia, Kuźnica Trzcińska, Janówka, Marianka Siemieńska, Siemianice. Strażnicy celni pełnili służbę stosując wywiad gospodarczy, patrolowanie i czaty. Stosowano regulamin niemiecki, który to Dyrekcja Ceł w Poznaniu przetłumaczyła na język polski i nakazała stosować. Z uwagi na brak możliwości znalezienia mieszkania dla kierownika, komisariat przeniesiono z Lasek do Pomian. Funkcjonował tam do października 1928 roku. Z dniem 1 stycznia 1923 zreorganizowano komisariat SC „Pomiany”. Utworzony został komisariat SC „Rychtal” z placówkami: Rychtal, Skoroszów, Krzyżowniki, Proszów i Stogniewice.
W lipcu 1922 roku komisja mieszana uregułowała w terenie linię graniczną. Została ona oznaczona kopcami i kamieniami granicznymi. Komisariat ochraniał granice od kamienia nr 430 do nr 567.

## Formowanie i zmiany organizacyjne komisariatu
Rozporządzeniem Prezydenta Rzeczypospolitej Polskiej Ignacego Mościckiego z 22 marca 1928 roku, do ochrony północnej, zachodniej i południowej granicy państwa, a w szczególności do ich ochrony celnej, powoływano z dniem 2 kwietnia 1928 roku  Straż Graniczną.
Rozkazem nr 3 z 25 kwietnia 1928 roku w sprawie organizacji Wielkopolskiego Inspektoratu Okręgowego dowódca Straży Granicznej gen. bryg. Stefan Pasławski przydzielił komisariat „Laski” do Inspektoratu Granicznego nr 13 „Wieluń” i określił jego strukturę organizacyjną. 
Już 15 września 1928 dowódca Straży Granicznej rozkazem nr 7  w sprawie zmian dyslokacji Wielkopolskiego Inspektoratu Okręgowego podpisanym w zastępstwie przez mjr. Wacława Szpilczyńskiego zmieniał organizację komisariatu i ustalał zasięg placówek. 
Z dniem 1 października 1928 komisariat Straży Celnej „Pomiany” został przeniesiony do Lasek i utworzona została placówka II linii „Laski”. Biura komisariatu mieściły się w budynku gospodarczym majątku „Laski”.
Rozkazem nr 11 z 9 stycznia 1930 roku reorganizacji Wielkopolskiego Inspektoratu Okręgowego komendant Straży Granicznej płk Jan Jur-Gorzechowski ustalił numer, nową organizację i podporządkowanie komisariatu. Komisariat z dniem 12 stycznia 1930 wszedł w podporządkowanie Inspektoratu Granicznego nr 12 „Ostrów”.
Rozkazem nr 4 z 17 grudnia 1934 roku  w sprawach [...] zarządzeń organizacyjnych i zmian budżetowych, komendant Straży Granicznej płk Jan Jur-Gorzechowski wyłączył komisariat „Laski”  z Inspektoratu Granicznego „Ostrów” i przydzielił do Inspektoratu Granicznego „Wieluń”.
Rozkazem nr 1 z 27 marca 1936 roku  w sprawach [...] zmian w niektórych inspektoratach okręgowych, komendant Straży Granicznej płk Jan Jur-Gorzechowski zniósł posterunek Straży Granicznej „Łęka”.
1 września 1937 siedziba komisariatu Laski została przeniesiona do m. Łęka Opatowska.

## Służba graniczna
Sąsiednie komisariaty:
- komisariat Straży Granicznej „Słupia” ⇔ komisariat Straży Granicznej „Dzietrzkowice” − kwiecień 1928
- komisariat Straży Granicznej „Rychtal” ⇔ komisariat Straży Granicznej „Dzietrzkowice” − wrzesień 1928

## Funkcjonariusze komisariatu
| Kierownicy/komendanci komisariatu | Kierownicy/komendanci komisariatu | Kierownicy/komendanci komisariatu | Kierownicy/komendanci komisariatu |
| stopień                           | imię i nazwisko                   | okres pełnienia służby            | kolejne stanowisko                |
| --------------------------------- | --------------------------------- | --------------------------------- | --------------------------------- |
| podkomisarz                       | Franciszek Szymański              | 1928 – 10 XII 1928                | komisariat „Wola Michowa”         |
| aspirant                          | Tadeusz Flammer                   | 20 XII 1928– 1 VIII 1929          |                                   |
| komisarz                          | Franciszek Nowakowski             | 1 VIII 1929 – był 4 IX 1934       |                                   |
| aspirant                          | Lucjan Klimontowicz               | 1 XII 1937 - był w 1938           |                                   |
| Zastępcy komendanta komisariatu   |                                   |                                   |                                   |
| starszy strażnik                  | Stanisław Sypień                  | 1 V 1939 –                        |                                   |

## Struktura organizacyjna
Organizacja komisariatu w kwietniu 1928:
- komenda − Laski
- placówka Straży Granicznej I linii „Teklin”
- placówka Straży Granicznej I linii „Ignacówka” III
- placówka Straży Granicznej I linii „Siemianice”
- placówka Straży Granicznej II linii „Laski”

Organizacja komisariatu we wrześniu 1928:
- komenda − Laski
- placówka Straży Granicznej I linii „Buczek”
- placówka Straży Granicznej I linii „Ignacówka” III
- placówka Straży Granicznej I linii „Siemianice”
- placówka Straży Granicznej II linii „Laski”

Organizacja komisariatu w styczniu 1930:
- 6/12 komenda − Laski
- placówka Straży Granicznej I linii „Buczek”
- placówka Straży Granicznej I linii „Wodziczna”
- placówka Straży Granicznej I linii „Janówka”
- placówka Straży Granicznej I linii „Siemianice”
- placówka Straży Granicznej II linii „Laski”
  - posterunek Straży Granicznej „Łęka” (był 4 IX 1934)[18]